# Верх-Чита
Верх-Чита́ (рос. Верх-Чита) — село у складі Читинського району Забайкальського краю, Росія. Адміністративний центр Верх-Читинського сільського поселення.

## Населення
Населення — 1694 особи (2010; 1687 у 2002).
Національний склад (станом на 2002 рік):
- росіяни — 95 %